# Goniopsis
Goniopsis is een geslacht van krabben uit de familie van de Grapsidae.

## Soorten
- Goniopsis cruentata (Latreille, 1803)
- Goniopsis pelii (Herklots, 1851)
- Goniopsis pulchra (Lockington, 1877)